# HIS (Jeans)
H.I.S Jeans ist eine seit 1923 bestehende Jeansmarke der Firma H.I.S Textil GmbH mit mehreren Standorten in Europa.

## Geschichte
Gegründet wurde das Unternehmen 1923 von dem aus Lublin stammenden Henry I. Siegel, dessen Initialen heute das Firmenlogo bilden, in New York. Der ursprüngliche Name lautete „Honesdale Manufacturing Co.“. Das Unternehmen produzierte zunächst Arbeitskleidung für Plantagenarbeiter im US-Staat Tennessee, Produktionsort war Bruceton. Die Baumwolle zur Herstellung des Jeansstoffes stammte aus drei unternehmenseigenen Plantagen. Da die Kleidung gut verarbeitet und robust war, wurde der Hersteller im Zweiten Weltkrieg Lieferant der US Army für Feldjacken.
Nach dem Tod von Henry I. Siegel, 1949, übernahm sein 19-jähriger Sohn Jesse Siegel die Leitung des Unternehmens. Wurden bisher nur Arbeitshosen für Männer hergestellt, sollte nun auch modische Jeanskleidung produziert werden. Dafür gründete er 1956 die Marke H.I.S. In den 1960er Jahren entwickelt sich diese Marke zu einem amerikanischen Label für Sportswear für junge Männer. Ab 1964, als sich weibliche Mode zunehmend an sogenannten „man-tailored“ Modellen orientierte, entwickelte das Unternehmen auf Anregung von Barbara Siegel, der Ehefrau des Inhabers auch Frauenjeans.
Seit den 1970er Jahren war H.I.S. auch auf dem europäischen Markt vertreten, in Deutschland wurde die Marke 1981 eingetragen. Eine Neuerung gegenüber anderen Herstellern brachte Siegel, indem er als erster Jeanshersteller seine Modelle in unterschiedlichen Beinlängen und Weiten anbot. Das machte H.I.S in den 1980er Jahren zum drittgrößten Hersteller für Frauenjeans in Amerika.
Anfang der 1990er ging das Unternehmen an die Börse und wurde in „H.I.S Sportswear AG“ umfirmiert. Die Marke entwickelte sich zum führenden Frauenjeanshersteller auf dem deutschen Markt und stieg in das Lizenzgeschäft ein. Unter der Marke H.I.S wurden nun unter anderem Accessoires, „Eyewear“ (modische Brillen), Leder, Sportkleidung, Socken, Strandkleidung, Badeanzüge, Kosmetika, Schuhe und Unterwäsche verkauft.
Anfang 2002 wurde die Firma H.I.S Sportswear AG nach einer Umstrukturierung an den Konzern VF Corporation verkauft und eingegliedert. Der Stammsitz in Garching bei München wurde 2005 aufgelöst. 2007 erwarb der Otto Konzern die H.I.S Markenrechte. 2008 erfolgte in Hamburg die Gründung der H.I.S Textil GmbH durch den geschäftsführenden Gesellschafter Wolfgang Sahm. Ein Jahr später kam das Unternehmen H.I.S WOMEN auf den deutschen Markt. Der neuen Damenkollektion folgte kurze Zeit später auch eine für Herren. 2010 begann H.I.S die Initiative „Cotton made in Africa“ zu unterstützen. Seither liefert H.I.S Jeans und Oberteile aus nachhaltig produzierter Baumwolle.